# Athelia macrospora
Athelia macrospora ist eine Ständerpilzart aus der Familie der Gewebehautverwandten (Atheliaceae). Sie bildet resupinate, weiße und schimmelteppichartige Fruchtkörper auf Koniferen und Bedecktsamern, aber auch auf anderen Pilzen aus. Die bekannte Verbreitung der Art umfasst die nördlichen Regionen der Holarktis.

## Merkmale

### Makroskopische Merkmale
Athelia macrospora bildet wie alle Arten der Gewebehäute (Athelia) weiße bis cremefarbene, dünne (trocken rissige) Fruchtkörper mit glattem Hymenium und unscheinbaren bis gespinstartigen Ränder aus. Sie lassen sich leicht vom Substrat ablösen.

### Mikroskopische Merkmale
Athelia macrospora besitzt eine für Gewebehäute typische monomitisch Hyphenstruktur, das heißt, sie besitzt lediglich generative Hyphen, die dem Wachstum des Fruchtkörpers dienen. Die Hyphen sind hyalin und dünn-, basal leicht dickwandig. Die Subicularhyphen besitzen vereinzelt Schnallen, die Subhymenialhyphen sind einfach septiert. Beide sind 5–7 µm breit und meist rechtwinklig verzweigt. Die Art verfügt nicht über Zystiden. Ihre Basidien sind langzylindrisch-clavat bis keulenförmig, 20–36 × 8–10 µm groß und wachsen in Nestern. An der Basis sind sie einfach septiert, sie besitzen vier Sterigmata. Die Sporen des Pilzes sind langellipsoid geformt, 9–13,5 × 5–6,5 µm groß, glatt und dünnwandig sowie hyalin. Sie besitzen einen nicht immer deutlichen Apiculus.

## Verbreitung
Die bekannte Verbreitung von Athelia macrospora umfasst das zentrale und nördliche Europa sowie das US-amerikanische New Jersey. 

## Ökologie
Athelia macrospora ist ein Saprobiont, der Koniferen und Bedecktsamer, aber auch Pilze befällt. Bekannte Wirtsarten sind unter anderem Rotbuche (Fagus sylvatica) und Nordmann-Tanne (Abies nordmanniana) sowie Pilze der Gattung Vuilleminia.